# Чемпіонат світу з хокею із шайбою 2025
Чемпіонат світу з хокею із шайбою 2025 (швед. Världsmästerskapet i ishockey för herrar 2025, дан. IIHF Verdensmesterskabet 2025) — 88-й чемпіонат світу з хокею із шайбою ІІХФ, який проходив у Швеції та Данії. Таке рішення ухвалили 27 вересня 2018 на піврічному конгресі ІІХФ, що відбувся на Мальті. Офіційно про це було оголошено 24 травня 2019 року на щорічному конгресі Міжнародної федерації хокею під час чемпіонату світу в Словаччині.
У чвертьфіналі країна-господар Данія перемогла одного з головних фаворитів Канаду з рахунком 2–1, що стало найбільшою сенсацією цьогорічного чемпіонату. У результаті Данія вперше вийшла до стадії півфіналу, тоді як Канада не потрапила до четвірки найкращих уперше з 2014 року.

## Арени
| Швеція                        | Стокгольм Гернінг | Данія                              |
| Стокгольм                     | Стокгольм Гернінг | Гернінг                            |
| Авічі-Арена Місткість: 16 000 | Стокгольм Гернінг | Юске Банк Боксен Місткість: 15 000 |
|                               | Стокгольм Гернінг |                                    |

## Посів і групи
Посів команд у попередньому раунді визначався за результатами Світового рейтингу ІІХФ. Команди були розподілені по групах згідно з посівом (у дужках відповідна позиція у світовому рейтингу за підсумками чемпіонату світу 2024 року).
| Група A (Стокгольм) - Канада (1) - Фінляндія (3) - Швеція (7) - Словаччина (9) - Латвія (10) - Австрія (13) - Франція (14) - Словенія (19) | Група B (Гернінг) - Чехія (4) - Швейцарія (5) - США (6) - Німеччина (8) - Данія (11) - Норвегія (12) - Казахстан (15) - Угорщина (18) |

## Маркетинг

### Гасло
Слоган конкурсу — пульс, а основна фраза — «Відчуйте пульс» (англ. Feel the Pulse).

### Талісман
Талісман заходу персонаж на ім'я Біті, з обличчям у формі серця та яскравими щічками. Біті — жвавий і спритний талісман, який підстрибує, поширюючи енергію на всіх навколо, і завжди з високим пульсом.

## Склади команд

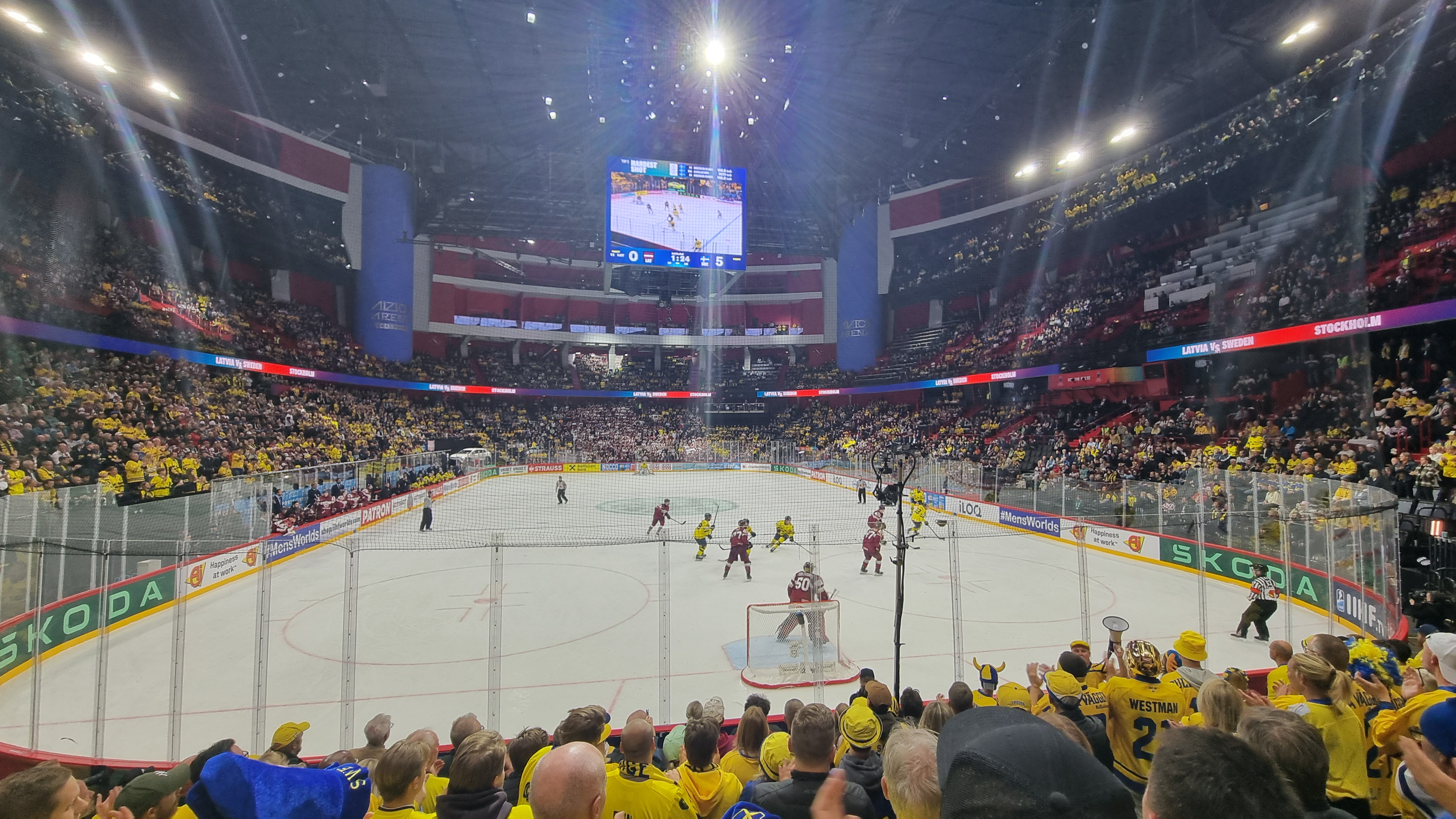
Матч між збірними Швеції та Латвії 14 травня 2025 року.

Склад кожної збірної на чемпіонаті світу 2025 року складається не менше ніж з 15 польових гравців (нападники й захисники) і 2 воротарів, і не більше ніж 22 польових гравців і 3 воротарів.

## Регламент
На етапі кваліфікації учасники будуть розбиті на дві групи по вісім команд, по чотири з яких виходять у фінальний етап (плей-оф). Пари чвертьфіналістів утворюються за наступним принципом: лідер однієї з кваліфікаційних груп грає з четвертою командою другої кваліфікаційної групи, 2-га — з 3-ю, 3-тя — з 2-ю і т. д.
Переможці потрапляли до півфіналу, де розігрували путівку у фінал. Команди, що поступилися у півфінальних протистояннях грають матч за третє місце. А переможні 1/2 фіналу розігрували звання чемпіонів світу. Команди які посіли останні місця в групах вибувають до Дивізіону I. Команди які посіли 5-8 місця в групах більше матчів на чемпіонаті не грають.

## Судді
ІІХФ обрала 16 головних суддів, для забезпечення судійства на чемпіонаті світу 2025. Список головних суддів наступний:
| Головні судді - Крістіан Офнер - Майкл Кемпбелл - Майк Лангін - Ян Грібик - Мадс Франдсен - Ріку Брандер - Мікко Каукокарі - Крістіан Вікман | Головні судді - Андре Шредер - Андріс Ансонс - Петер Стано - Тобіас Бйорк - Крістоффер Гольм - Мікаель Гольм - Міхаель Черріг - Шон Мак-Фарлейн |

## Попередній раунд
Склад груп оголосили 30 травня 2024 року, а розклад — 19 серпня 2024 року.

### Група A
| Поз | Команда    | М | В | ВО | ПО | П | ГЗ | ГП | Різ | О  | Кваліфікація або пониження              |  | Канада | Швеція | Фінляндія | Австрія | Латвія | Словаччина | Словенія | Франція |
| --- | ---------- | - | - | -- | -- | - | -- | -- | --- | -- | --------------------------------------- |  | ------ | ------ | --------- | ------- | ------ | ---------- | -------- | ------- |
| 1   | Канада     | 7 | 6 | 0  | 1  | 0 | 34 | 7  | +27 | 19 | Чвертьфінали                            |  | —      | 5:3    | 1:2 б     | 5:1     | 7:1    | 7:0        | 4:0      | 5:0     |
| 2   | Швеція (H) | 7 | 6 | 0  | 0  | 1 | 28 | 8  | +20 | 18 | Чвертьфінали                            |  | 3:5    | —      | 2:1       | 4:2     | 6:0    | 5:0        | 4:0      | 4:0     |
| 3   | Фінляндія  | 7 | 4 | 2  | 0  | 1 | 22 | 10 | +12 | 16 | Чвертьфінали                            |  | 2:1 б  | 1:2    | —         | 2:1     | 2:1    | 2:1        | 9:1      | 4:3 ОТ  |
| 4   | Австрія    | 7 | 2 | 2  | 0  | 3 | 21 | 18 | +3  | 10 | Чвертьфінали                            |  | 1:5    | 2:4    | 1:2       | —       | 6:1    | 3:2 б      | 3:2 б    | 5:2     |
| 5   | Латвія     | 7 | 3 | 0  | 0  | 4 | 17 | 25 | −8  | 9  | Кваліфікувались на чемпіонат світу 2026 |  | 1:7    | 0:6    | 1:2       | 1:6     | —      | 5:1        | 5:2      | 4:1     |
| 6   | Словаччина | 7 | 2 | 0  | 1  | 4 | 9  | 24 | −15 | 7  | Кваліфікувались на чемпіонат світу 2026 |  | 0:7    | 0:5    | 1:2       | 2:3 б   | 1:5    | —          | 3:1      | 2:1     |
| 7   | Словенія   | 7 | 1 | 0  | 1  | 5 | 9  | 29 | −20 | 4  | Кваліфікувались на чемпіонат світу 2026 |  | 0:4    | 0:4    | 1:9       | 2:3 б   | 2:5    | 1:3        | —        | 3:1     |
| 8   | Франція    | 7 | 0 | 0  | 1  | 6 | 8  | 27 | −19 | 1  | Дивізіон ІА                             |  | 0:5    | 0:4    | 3:4 ОТ    | 2:5     | 1:4    | 1:2        | 1:3      | —       |

### Група B
| Поз | Команда   | М | В | ВО | ПО | П | ГЗ | ГП | Різ | О  | Кваліфікація або пониження              |  | Швейцарія | США    | Чехія  | Данія | Німеччина | Норвегія | Угорщина | Казахстан |
| --- | --------- | - | - | -- | -- | - | -- | -- | --- | -- | --------------------------------------- |  | --------- | ------ | ------ | ----- | --------- | -------- | -------- | --------- |
| 1   | Швейцарія | 7 | 6 | 0  | 1  | 0 | 34 | 9  | +25 | 19 | Чвертьфінали                            |  | —         | 3:0    | 4:5 ОТ | 5:2   | 5:1       | 3:0      | 10:0     | 4:1       |
| 2   | США       | 7 | 5 | 1  | 0  | 1 | 34 | 14 | +20 | 17 | Чвертьфінали                            |  | 0:3       | —      | 5:2    | 5:0   | 6:3       | 6:5 ОТ   | 6:0      | 6:1       |
| 3   | Чехія     | 7 | 5 | 1  | 0  | 1 | 35 | 14 | +21 | 17 | Чвертьфінали                            |  | 5:4 ОТ    | 2:5    | —      | 7:2   | 5:0       | 2:1      | 6:1      | 8:1       |
| 4   | Данія (H) | 7 | 3 | 1  | 0  | 3 | 25 | 24 | +1  | 11 | Чвертьфінали                            |  | 2:5       | 0:5    | 2:7    | —     | 2:1 б     | 6:3      | 8:2      | 5:1       |
| 5   | Німеччина | 7 | 3 | 0  | 1  | 3 | 20 | 22 | −2  | 10 | Кваліфікувались на чемпіонат світу 2026 |  | 1:5       | 3:6    | 0:5    | 1:2 б | —         | 5:2      | 6:1      | 4:1       |
| 6   | Норвегія  | 7 | 1 | 0  | 1  | 5 | 13 | 24 | −11 | 4  | Кваліфікувались на чемпіонат світу 2026 |  | 0:3       | 5:6 ОТ | 1:2    | 3:6   | 2:5       | —        | 1:0      | 1:2       |
| 7   | Угорщина  | 7 | 1 | 0  | 0  | 6 | 8  | 39 | −31 | 3  | Кваліфікувались на чемпіонат світу 2026 |  | 0:10      | 0:6    | 1:6    | 2:8   | 1:6       | 0:1      | —        | 4:2       |
| 8   | Казахстан | 7 | 1 | 0  | 0  | 6 | 9  | 32 | −23 | 3  | Дивізіон ІА                             |  | 1:4       | 1:6    | 1:8    | 1:5   | 1:4       | 2:1      | 2:4      | —         |

1. 1 2  Чехія 2–5 США
2. 1 2  Казахстан 2–4 Угорщина

## Плей-оф
|  | Чвертьфінали | Чвертьфінали |             |   | Півфінали           | Півфінали           |  |  | Фінал | Фінал |
|  |              |              |             |   |                     |                     |  |  |       |       |
|  | 22 травня    |              |             |   |                     |                     |  |  |       |       |
|  |              |              |             |   |                     |                     |  |  |       |       |
|  | 1A Канада    | 1            |             |   |                     |                     |  |  |       |       |
|  | 1A Канада    | 1            | 24 травня   |   |                     |                     |  |  |       |       |
|  | 4B Данія     | 2            |             |   |                     |                     |  |  |       |       |
|  | 4B Данія     | 2            | 2 Швейцарія | 7 |                     |                     |  |  |       |       |
|  | 22 травня    |              | 2 Швейцарія | 7 |                     |                     |  |  |       |       |
|  |              | 7 Данія      | 0           |   |                     |                     |  |  |       |       |
|  | 1B Швейцарія | 7 Данія      | 0           | 6 |                     |                     |  |  |       |       |
|  | 1B Швейцарія |              | 25 травня   | 6 |                     |                     |  |  |       |       |
|  | 4A Австрія   | 0            |             |   |                     |                     |  |  |       |       |
|  | 4A Австрія   | 0            | 2 Швейцарія | 0 |                     |                     |  |  |       |       |
|  | 22 травня    |              | 2 Швейцарія | 0 |                     |                     |  |  |       |       |
|  |              | 4 США (ОТ)   | 1           |   |                     |                     |  |  |       |       |
|  | 2A Швеція    | 4 США (ОТ)   | 1           | 5 |                     |                     |  |  |       |       |
|  | 2A Швеція    | 24 травня    |             | 5 |                     |                     |  |  |       |       |
|  | 3B Чехія     | 2            |             |   |                     |                     |  |  |       |       |
|  | 3B Чехія     | 2            | 3 Швеція    | 2 |                     |                     |  |  |       |       |
|  | 22 травня    |              | 3 Швеція    | 2 |                     |                     |  |  |       |       |
|  |              | 4 США        | 6           |   | Матч за третє місце | Матч за третє місце |  |  |       |       |
|  | 2B США       | 4 США        | 6           | 5 | Матч за третє місце | Матч за третє місце |  |  |       |       |
|  | 2B США       |              | 25 травня   | 5 |                     |                     |  |  |       |       |
|  | 3A Фінляндія | 2            |             |   |                     |                     |  |  |       |       |
|  | 3A Фінляндія | 2            | 7 Данія     | 2 |                     |                     |  |  |       |       |
|  |              |              |             |   |                     |                     |  |  |       |       |
|  | 3 Швеція     | 6            |             |   |                     |                     |  |  |       |       |
|  | 3 Швеція     | 6            |             |   |                     |                     |  |  |       |       |

Місцевий час (UTC+2).

### Чвертьфінали
| 22 травня 2025 16:20 | США | 5:2 (1:1, 2:1, 2:0) | Фінляндія | Авічі-Арена, Стокгольм Глядачів: 9 642 |

| Протокол | Протокол                    | Протокол                                                                        | Протокол   | Протокол                              |
| --- | --------------------------- | ------------------------------------------------------------------------------- | ---------- | ------------------------------------- |
| | Джеремі Свеймен             | Голкіпери                                                                       | Юусе Сарос | Арбітри: Майкл Кемпбелл Мікаель Гольм |
| Гарленд (Кулі, Веренскі) – 04:50 Буїм (Бенірс, Веренскі) – 34:53 Гарленд (Томпсон, Кулі) – 36:04 Пінто (Сміт, Готьє) – 45:52 Келлер (Пінто) – 57:15 | 1:0 1:1 1:2 2:2 3:2 4:2 5:2 | 12:58 – Толванен (Ламмікко, Терявяйнен) 27:46 – Пуйстола (Терявяйнен, Легтонен) |            | Арбітри: Майкл Кемпбелл Мікаель Гольм |
| 10 хв. | Вилучення                   | 8 хв.                                                                           |            | Арбітри: Майкл Кемпбелл Мікаель Гольм |
| 28 | Кидки                       | 22                                                                              |            | Арбітри: Майкл Кемпбелл Мікаель Гольм |

| 22 травня 2025 16:20 | Швейцарія | 6:0 (3:0, 2:0, 1:0) | Австрія | Юске Банк Боксен, Гернінг Глядачів: 2 621 |

| Протокол | Протокол                | Протокол  | Протокол     | Протокол                           |
| --- | ----------------------- | --------- | ------------ | ---------------------------------- |
| | Леонардо Дженоні        | Голкіпери | Давід Кікерт | Арбітри: Тобіас Бйорк Ріку Брандер |
| Бертши (Глаузер, Дженоні) – 06:38 Маєр (Фіала, Мой) – 11:03 Егер (Нідеррайтер, Кнак) – 14:17 Фіала (Нідеррайтер, Кукан) – 23:32 Шмід (Глаузер, Мой) – 24:36 Кнак (Егер, Марті) – 51:46 | 1:0 2:0 3:0 4:0 5:0 6:0 |           |              | Арбітри: Тобіас Бйорк Ріку Брандер |
| 12 хв. | Вилучення               | 35 хв.    |              | Арбітри: Тобіас Бйорк Ріку Брандер |
| 40 | Кидки                   | 13        |              | Арбітри: Тобіас Бйорк Ріку Брандер |

| 22 травня 2025 20:20 | Швеція | 5:2 (3:0, 1:1, 1:1) | Чехія | Авічі-Арена, Стокгольм Глядачів: 12 530 |

| Протокол | Протокол                    | Протокол                                                                  | Протокол                      | Протокол                              |
| --- | --------------------------- | ------------------------------------------------------------------------- | ----------------------------- | ------------------------------------- |
| | Якоб Маркстрем              | Голкіпери                                                                 | Карел Веймелка Даніел Владарж | Арбітри: Шон Мак-Фарлейн Андре Шредер |
| Карлссон (Андерссон, Зібанеджад) – 12:40 Реймонд (Сандін) – 16:52 Реймонд (Сандін) – 19:33 Карлссон (Зібанеджад, Юханссон) – 34:05 Форсберг (Петтерссон) – 55:04 | 1:0 2:0 3:0 3:1 4:1 4:2 5:2 | 23:04 – Червенка (Нечас, Пастрняк) 48:33 – М. Шпачек (Воженілек, Тіхачек) |                               | Арбітри: Шон Мак-Фарлейн Андре Шредер |
| 8 хв. | Вилучення                   | 6 хв.                                                                     |                               | Арбітри: Шон Мак-Фарлейн Андре Шредер |
| 33 | Кидки                       | 26                                                                        |                               | Арбітри: Шон Мак-Фарлейн Андре Шредер |

| 22 травня 2025 20:20 | Канада | 1:2 (0:0, 0:0, 1:2) | Данія | Юске Банк Боксен, Гернінг Глядачів: 10 500 |

| Протокол                          | Протокол           | Протокол                                                         | Протокол       | Протокол                                |
| --------------------------------- | ------------------ | ---------------------------------------------------------------- | -------------- | --------------------------------------- |
|                                   | Джордан Біннінгтон | Голкіпери                                                        | Фредерік Дікоу | Арбітри: Андріс Ансонс Крістоффер Гольм |
| Санхайм (Кросбі, Конечни) – 45:17 | 1:0 1:1 1:2        | 57:43 – Елерс (Лаурідсен, Рассел) 59:11 – Олесен (Єнсен, Рассел) |                | Арбітри: Андріс Ансонс Крістоффер Гольм |
| 6 хв.                             | Вилучення          | 10 хв.                                                           |                | Арбітри: Андріс Ансонс Крістоффер Гольм |
| 40                                | Кидки              | 33                                                               |                | Арбітри: Андріс Ансонс Крістоффер Гольм |

### Півфінали
| 24 травня 2025 14:20 | Швеція | 2:6 (0:2, 0:2, 2:2) | США | Авічі-Арена, Стокгольм Глядачів: 12 530 |

| Протокол                                                            | Протокол                        | Протокол | Протокол        | Протокол                             |
| ------------------------------------------------------------------- | ------------------------------- | --- | --------------- | ------------------------------------ |
|                                                                     | Якоб Маркстрем Самуель Ерссон   | Голкіпери | Джеремі Свеймен | Арбітри: Майкл Кемпбелл Андре Шредер |
| Нюландер (Андерссон, Карлссон) – 46:32 Ліндгольм (Веннберг) – 47:13 | 0:1 0:2 0:3 0:4 1:4 2:4 2:5 2:6 | 06:52 – Шей (Пінто) 17:13 – Готьє (Пінто, Сміт) 31:07 – Гарленд (Кулі, Шей) 37:03 – Ейссімонт (Бенірс, Лакомб) 51:09 – Лакомб (Назар) 55:53 – Пінто |                 | Арбітри: Майкл Кемпбелл Андре Шредер |
| 2 хв.                                                               | Вилучення                       | 4 хв. |                 | Арбітри: Майкл Кемпбелл Андре Шредер |
| 29                                                                  | Кидки                           | 28 |                 | Арбітри: Майкл Кемпбелл Андре Шредер |

| 24 травня 2025 18:20 | Швейцарія | 7:0 (3:0, 1:0, 3:0) | Данія | Авічі-Арена, Стокгольм Глядачів: 12 530 |

| Протокол | Протокол                    | Протокол  | Протокол       | Протокол                            |
| --- | --------------------------- | --------- | -------------- | ----------------------------------- |
| | Леонардо Дженоні            | Голкіпери | Фредерік Дікоу | Арбітри: Крістоффер Гольм Ян Грібик |
| Нідеррайтер (Я. Мозер, Фіала) – 09:23 Егер (Кнак, Ріат) – 12:47 Нідеррайтер (Мальгін, Кукан) – 17:23 Мальгін – 37:38 Шмід (Бертши, Зігенталер) – 44:48 Ріат (Бертши) – 52:02 Мой (Шмід, Маєр) – 53:26 | 1:0 2:0 3:0 4:0 5:0 6:0 7:0 |           |                | Арбітри: Крістоффер Гольм Ян Грібик |
| 10 хв. | Вилучення                   | 10 хв.    |                | Арбітри: Крістоффер Гольм Ян Грібик |
| 34 | Кидки                       | 17        |                | Арбітри: Крістоффер Гольм Ян Грібик |

### Матч за третє місце
| 25 травня 2025 15:20 | Швеція | 6:2 (0:0, 3:0, 3:2) | Данія | Авічі-Арена, Стокгольм Глядачів: 12 530 |

| Протокол | Протокол                        | Протокол                                                        | Протокол       | Протокол                               |
| --- | ------------------------------- | --------------------------------------------------------------- | -------------- | -------------------------------------- |
| | Самуель Ерссон                  | Голкіпери                                                       | Фредерік Дікоу | Арбітри: Андріс Ансонс Шон Мак-Фарлейн |
| Баклунд (Ларссон, Ліндгольм) – 25:16 Баклунд (Гайнеман, Ліндгольм) – 29:50 Юханссон (Сандін, Карлссон) – 37:09 Реймонд – 42:55 Юханссон (Баклунд, Зібанеджад) – 48:25 Зібанеджад (Карлссон, Густафссон) – 55:03 | 1:0 2:0 3:0 4:0 4:1 4:2 5:2 6:2 | 43:15 – Олесен (Аагорд, Бруггіссер) 46:02 – Елерс (Олесен, Тру) |                | Арбітри: Андріс Ансонс Шон Мак-Фарлейн |
| 4 хв. | Вилучення                       | 4 хв.                                                           |                | Арбітри: Андріс Ансонс Шон Мак-Фарлейн |
| 37 | Кидки                           | 18                                                              |                | Арбітри: Андріс Ансонс Шон Мак-Фарлейн |

### Фінал
| 25 травня 2025 20:20 | Швейцарія | 0:1 OT (0:0, 0:0, 0:0) (0:1 ОТ) | США | «Авічі-Арена», Стокгольм Глядачів: 12 530 |

| Протокол | Протокол         | Протокол                    | Протокол        | Протокол                              |
| -------- | ---------------- | --------------------------- | --------------- | ------------------------------------- |
|          | Леонардо Дженоні | Голкіпери                   | Джеремі Свеймен | Арбітри: Майкл Кемпбелл Мікаель Гольм |
|          | 0:1              | 62:02 – Томпсон (Кулі, Шей) |                 | Арбітри: Майкл Кемпбелл Мікаель Гольм |
| 4 хв.    | Вилучення        | 4 хв.                       |                 | Арбітри: Майкл Кемпбелл Мікаель Гольм |
| 25       | Кидки            | 40                          |                 | Арбітри: Майкл Кемпбелл Мікаель Гольм |

## Статистика

### Підсумкова таблиця
Команди, які фінішували п’ятими у попередньому раунді, займали дев’яте та десяте місця, команди, які фінішували шостими, займали 11-те та 12-те місця, і так далі.
| Поз | Г | Команда    | М  | В | ВО | ПО | П | ГЗ | ГП | Різ | О  | Підсумок                  |
| --- | - | ---------- | -- | - | -- | -- | - | -- | -- | --- | -- | ------------------------- |
| 1   | B | США        | 10 | 7 | 2  | 0  | 1 | 46 | 18 | +28 | 25 | Чемпіон                   |
| 2   | B | Швейцарія  | 10 | 8 | 0  | 2  | 0 | 47 | 10 | +37 | 26 | Срібний призер            |
| 3   | A | Швеція (H) | 10 | 8 | 0  | 0  | 2 | 41 | 18 | +23 | 24 | Бронзовий призер          |
| 4   | B | Данія (H)  | 10 | 4 | 1  | 0  | 5 | 29 | 38 | −9  | 14 | Четверте місце            |
|     |   |            |    |   |    |    |   |    |    |     |    |                           |
| 5   | A | Канада     | 8  | 6 | 0  | 1  | 1 | 35 | 9  | +26 | 19 | Вибули в чвертьфіналі     |
| 6   | B | Чехія      | 8  | 5 | 1  | 0  | 2 | 37 | 19 | +18 | 17 | Вибули в чвертьфіналі     |
| 7   | A | Фінляндія  | 8  | 4 | 2  | 0  | 2 | 24 | 15 | +9  | 16 | Вибули в чвертьфіналі     |
| 8   | A | Австрія    | 8  | 2 | 2  | 0  | 4 | 21 | 24 | −3  | 10 | Вибули в чвертьфіналі     |
|     |   |            |    |   |    |    |   |    |    |     |    |                           |
| 9   | B | Німеччина  | 7  | 3 | 0  | 1  | 3 | 20 | 22 | −2  | 10 | Вибули на груповому етапі |
| 10  | A | Латвія     | 7  | 3 | 0  | 0  | 4 | 17 | 25 | −8  | 9  | Вибули на груповому етапі |
| 11  | A | Словаччина | 7  | 2 | 0  | 1  | 4 | 9  | 24 | −15 | 7  | Вибули на груповому етапі |
| 12  | B | Норвегія   | 7  | 1 | 0  | 1  | 5 | 13 | 24 | −11 | 4  | Вибули на груповому етапі |
| 13  | A | Словенія   | 7  | 1 | 0  | 1  | 5 | 9  | 29 | −20 | 4  | Вибули на груповому етапі |
| 14  | B | Угорщина   | 7  | 1 | 0  | 0  | 6 | 8  | 39 | −31 | 3  | Вибули на груповому етапі |
|     |   |            |    |   |    |    |   |    |    |     |    |                           |
| 15  | B | Казахстан  | 7  | 1 | 0  | 0  | 6 | 9  | 32 | −23 | 3  | Вибули до Дивізіону I А   |
| 16  | A | Франція    | 7  | 0 | 0  | 1  | 6 | 8  | 27 | −19 | 1  | Вибули до Дивізіону I А   |

### Бомбардири
| Гравець          | І  | Г | П  | Очк. | +/− | ШХ | Поз |
| ---------------- | -- | - | -- | ---- | --- | -- | --- |
| Давід Пастрняк   | 8  | 6 | 9  | 15   | +7  | 4  | Ф   |
| Еліас Ліндгольм  | 10 | 8 | 6  | 14   | +8  | 0  | Ф   |
| Роман Червенка   | 8  | 6 | 8  | 14   | +8  | 4  | Ф   |
| Натан Мак-Кіннон | 8  | 7 | 6  | 13   | +9  | 10 | Ф   |
| Тревіс Конечни   | 8  | 3 | 10 | 13   | +9  | 12 | Ф   |
| Френк Назар      | 10 | 6 | 6  | 12   | +7  | 6  | Ф   |
| Нік Олесен       | 10 | 5 | 7  | 12   | −3  | 4  | Ф   |
| Сідні Кросбі     | 8  | 4 | 8  | 12   | +8  | 6  | Ф   |
| Логан Кулі       | 10 | 4 | 8  | 12   | +4  | 10 | Ф   |
| Тайлер Мой       | 10 | 4 | 8  | 12   | +8  | 0  | Ф   |

І = матчі; Г = голи; П = передачі; О = очки; +/− = плюс/мінус; ШХ = Штрафні хвилини; Поз = позиція

Джерело: [ IIHF]
Джерело: IIHF

### Найкращі воротарі
| Гравець            | ЧНЛ    | ГП | СП   | КД  | %ВК   | ША |
| ------------------ | ------ | -- | ---- | --- | ----- | -- |
| Леонардо Дженоні   | 424:32 | 7  | 0.99 | 150 | 95.33 | 4  |
| Даніел Владарж     | 219:52 | 4  | 1.09 | 81  | 95.06 | 1  |
| Джордан Біннінгтон | 239:15 | 5  | 1.25 | 90  | 94.44 | 2  |
| Юусе Сарос         | 358:50 | 10 | 1.67 | 174 | 94.25 | 0  |
| Самуель Ерссон     | 259:06 | 5  | 1.16 | 76  | 93.42 | 2  |

ЧНЛ = часу на льоду (хвилини: секунди); ГП = голів пропушено; СП = Середня кількість пропущених шайб; КД = кидки; %ВК = відбитих кидків (у %); ША = шатаути

Джерело: IIHF.com

## Нагороди
Список нагород чемпіонату:
Команда усіх зірок, обрана ЗМІ
| Позиція  | Гравець          |
| -------- | ---------------- |
| Воротар  | Леонардо Дженоні |
| Захисник | Зак Веренскі     |
| Захисник | Дін Кукан        |
| Форвард  | Давід Пастрняк   |
| Форвард  | Еліас Ліндгольм  |
| Форвард  | Нік Олесен       |
| MVP      | Леонардо Дженоні |

Джерело:Media All-Stars
Найкращі гравці, обрані директоратом ІІХФ
| Позиція  | Гравець          |
| -------- | ---------------- |
| Воротар  | Леонардо Дженоні |
| Захисник | Зак Веренскі     |
| Форвард  | Давід Пастрняк   |

Джерело:директорат ІІХФ

## Введення в Зал слави ІІХФ
Церемонія введення в Зал слави IIHF відбулася 25 травня 2025 року під час вручення медалей чемпіонату.
Члени Зали слави ІІХФ
- Здено Хара, Словаччина[20]
- Кай Хіетарінта, Фінляндія[21]
- Генрік Лундквіст, Швеція[22]
- Кім Мартін, Швеція[22]
- Франс Нільсен, Данія[23]
- Вікі Сунохара, Канада[24]
- Давід Виборний, Чехія[25]